# Kate e Mim-Mim
Kate e Mim-Mim (Kate and Mim-Mim no original) é uma série de desenho animado estadunidense-britânica-canadense para pré-escolares, produzida pela Nerd Corps Entertainment, FremantleMedia e Disney Junior Original Production.
A série é protagonizada por Kate, uma menina de cinco anos de idade, e seu coelho de pelúcia favorito.

## Personagens

### Kate
Uma pequena menina de 5 anos. Muito pequena. Para o mundo com roupas. Ela tem um mundo de fantasia favorito chamado Mimiloo. Ele está envolvido em um acidente em Mimiloo.

### Mim-Mim
A casa é um coelho do brinquedo. Da Mimiloo é um coelho gigante. Kate fica muito irritado quando a casa em ruínas.
Dublagem: Clécio Souto (Brasil)

### Gobble
É uma criatura agressiva. Como monstros são poderosos.
Dublagem: Jorge Vasconcelos (Brasil) Vasco Machado (Portugal)